# Będusz
Będusz – dzielnica w południowej części Myszkowa.
Najwyższy punkt terenu Myszkowa (367 m n.p.m.) znajduje się w obrębie Będusza. Jest nim Góra Będuska, znana z bardzo stromego podjazdu na drodze wojewódzkiej nr 793.
Znajduje się tu pałac-dwór z XIX w. / pocz. XX w., otoczony zniszczonym parkiem.

## Historia
Będusz to dawniej odrębna wieś. W latach 1470–1480 Jan Długosz w księdze Liber beneficiorum dioecesis Cracoviensis zanotował Będusz jako miejscowość w zlatynizowanej staropolskiej formie Bandusch.
Od 1867 w gminie Pińczyce. W latach 1867–1926 należał do powiatu będzińskiego, a od 1927 do zawierciańskiego. W II RP przynależał do woj. kieleckiego. 4 listopada 1933 gminę Pińczyce podzielono na siedem gromad. Wieś Będusz wraz z folwarkiem Będusz, folwarkiem Fraszulka, pustkowiem Kowalczyki, pustkowiem Potasznia, pustkowiem Smudzówka i pustkowiem Labry ustanowiły gromadę o nazwie Będusz w gminie Myszków.
Podczas II wojny światowej włączone do III Rzeszy. Po wojnie gmina Pińczyce przez bardzo krótki czas zachowała przynależność administracyjną, lecz już 18 sierpnia 1945 roku została wraz z całym powiatem zawierciańskim przyłączone do woj. śląskiego.
W związku z reformą znoszącą gminy jesienią 1954 roku Będusz i Potasznia weszły w skład nowej gromady Będusz, która 1 stycznia 1956 weszła w skład nowo utworzonego powiatu myszkowskiego w tymże województwie. Po zniesieniu gromady Będusz 31 grudnia 1959 Będusz wszedł w skład gromady Pińczyce.
W latach 1973–1976 ponownie w gminie Pińczyce, od 1975 w województwie częstochowskim. 15 stycznia 1976 wyłączony z gminy Pińczyce i włączony do Myszkowa.